# Liste der Kulturdenkmäler in Konz
In der Liste der Kulturdenkmäler in Konz sind alle Kulturdenkmäler der rheinland-pfälzischen Stadt Konz einschließliche der Stadtteile Filzen, Hamm, Kommlingen, Könen, Krettnach, Niedermennig, Oberemmel und Obermennig aufgeführt. Grundlage ist die Denkmalliste des Landes Rheinland-Pfalz (Stand: 8. Februar 2023).

## Konz

### Denkmalzonen
| Bezeichnung                     | Lage                    | Baujahr  | Beschreibung | Bild                           |
| ------------------------------- | ----------------------- | -------- | --- | ------------------------------ |
| Denkmalzone Eisenbahnersiedlung | Kurtstraße 1–8 Lage     | 1887     | vier zweigeschossige traufständige Doppelwohnhäuser mit Stallungen und Gärten, 1887 | Fotos hochladen                |
| Denkmalzone Kloster Karthaus    | Brunostraße 23/23a Lage | 1680 ff. | ehemaliges Kartäuser-Kloster und ehemalige Klosterkirche St. Johann; barocke, ursprünglich vierflügelige Anlage mit zwei Kreuzgängen, 1680 ff.; erhalten: Kirche mit prachtvoller Fassade (1708–1716, 1885 wiederaufgebaut), westliche Flügelbauten, Keller der östlichen Flügelbauten, Pfortenhaus, Umfassungsmauer mit Toranlage; zur Gesamtanlage gehörig der engere umgebende Bereich um Kirche und ehemaliges Kloster mit Friedhof und Vorplatz | weitere Bilder Fotos hochladen |

### Einzeldenkmäler
| Bezeichnung                       | Lage                                                                                    | Baujahr                     | Beschreibung | Bild                           |
| --------------------------------- | --------------------------------------------------------------------------------------- | --------------------------- | --- | ------------------------------ |
| Kriegerdenkmal                    | Adolf-Kolping-Straße, auf dem Friedhof Lage                                             | 1920er Jahre                | Kriegerdenkmal 1914/18, 1920er Jahre, expressionistische Züge, Vermischung von christlichen und nationalen Symbolen                                                                                     | weitere Bilder Fotos hochladen |
| Bahnhofsgebäude Karthaus          | Am Bahnhof Karthaus 2/4 Lage                                                            | 1903/04                     | Empfangsgebäude, Nebengebäude und Perronhallen; malerische Bautengruppe, Heimatstil, 1903/04 | weitere Bilder Fotos hochladen |
| Rathaus                           | Am Markt 11 Lage                                                                        | 1949/51                     | traditionalistischer Walmdachbau, 1949/51 | weitere Bilder Fotos hochladen |
| Lokomotive                        | Bahnhofstraße Lage                                                                      | 1936                        | Lokomotive 64 393, 1936 | Fotos hochladen                |
| Bahnhofsgebäude Konz              | Bahnhofstraße 36 Lage                                                                   | 1860                        | gleisparalleles Empfangsgebäude; stattlicher Neurenaissancebau, 1860 | weitere Bilder Fotos hochladen |
| Wohn- und Geschäftshaus           | Brunostraße 1, Merzlicher Straße 19b Lage                                               | Anfang des 20. Jahrhunderts | Eckwohnhaus mit Gaststätte und Saalbau, Neurenaissancemotive, Anfang des 20. Jahrhunderts | Fotos hochladen                |
| Wohn- und Geschäftshaus           | Brunostraße 82 Lage                                                                     | um 1890                     | gründerzeitliches Wohn- und Geschäftshaus, um 1890 | Fotos hochladen                |
| Wegekapelle                       | Domänenstraße, unterhalb des Roscheider Hofs im Museumsgelände am Weg zur Kartause Lage | um 1820                     | Wegekapelle, neugotischer sandsteingegliederter Putzbau, um 1820; 1984 von Trier transloziert | Fotos hochladen                |
| Westwallbunker                    | Granastraße 25 Lage                                                                     | 1936/37                     | Westwallbunker Saar-Mosel-Klause und Westwallbunker Villa Gartenlaube, letzterer heute renoviert und als Westwallmuseum Konz genutzt; Teil des „Strecken- und Flächendenkmal ‚Westbefestigung‘“         | weitere Bilder Fotos hochladen |
| Evangelische Kirche Konz-Karthaus | Karthäuser Straße 153 Lage                                                              | 1896/97                     | kleiner neugotischer Saalbau, 1896/97, Architekt Georg Lübke | weitere Bilder Fotos hochladen |
| Wegekreuz                         | Löllberg Lage                                                                           | 1758                        | Schaftkreuz, bezeichnet 1758 | Fotos hochladen                |
| Kirchturm                         | Martinstraße Lage                                                                       | um 1500                     | Untergeschoss des Chorturms der katholischen Pfarrkirche St. Nikolaus, um 1500 | Fotos hochladen                |
| Spätrömische Kaiservilla          | Martinstraße Lage                                                                       | um 350                      | Reste der Sommerresidenz Kaiser Valentinians I., spätrömische Portikusvilla mit Eckrisaliten, um 350, auf dem Gelände der Pfarrkirche St. Nikolaus, in deren Krypta Reste der Villa                     | weitere Bilder Fotos hochladen |
| Pfarrhaus                         | Martinstraße 22 Lage                                                                    | 1770                        | Krüppelwalmdachbau, 1770, Erweiterung 1897 | Fotos hochladen                |
| Grabdenkmäler                     | Martinstraße, auf dem Friedhof Lage                                                     | spätes 19. Jahrhundert      | Grabdenkmäler des späten 19. Jahrhunderts, 2012 teilweise in das Freilichtmuseum Roscheider Hof neben die Wegekapelle versetzt; Ehrenfriedhof mit Madonna vom Hauptportal der Kirche St. Nikolaus, 1874 | Fotos hochladen                |
| Statue                            | Martinstraße, auf dem Kirchenvorplatz Lage                                              | 1810                        | Statue Kaiser Konstantins, bezeichnet 1810 | Fotos hochladen                |
| Wegekreuz                         | Merzlicher Straße, zwischen Nr. 11 und 13 Lage                                          | 1625                        | Schaftkreuz, bezeichnet 1625 | Fotos hochladen                |
| Roscheider Hof                    | Roscheiderhof 1 Lage                                                                    | 16. Jahrhundert             | stattlicher Vierseithof, Kernbau aus dem 16. Jahrhundert, Erweiterungen im 19. und frühen 20. Jahrhundert                                                                                               | weitere Bilder Fotos hochladen |
| Bildstock                         | Roscheiderhof, im Freilichtmuseum Lage                                                  | 1818                        | Bildstock in barocker Tradition, bezeichnet 1818; in situ im heutigen Freilichtmuseum erhalten | Fotos hochladen                |
| Kriegerdenkmal                    | Panoramaweg; Flur Am Denkmal Lage                                                       | 1920er Jahre                | Kriegerdenkmal 1914/18; Pfeilerrotunde, 1920er Jahre, Wiederherstellung 1959 | Fotos hochladen                |
| Hochrelief                        | Roscheiderstraße; Flur Im Kelterberg Lage                                               | 1758                        | Hochrelief; kreuztragender Christus, bezeichnet 1758 | Fotos hochladen                |
| Hof des Deutschherren-Ordens      | Schulstraße 1 Lage                                                                      | 1774                        | spätbarockes Quereinhaus, 1774 | Fotos hochladen                |
| Bildstock                         | Schulstraße, bei Nr. 1 Lage                                                             | 1613                        | Bildstock, bezeichnet 1613 | Fotos hochladen                |
| Wegekreuz                         | Wiltinger Straße, Ecke Olkstraße Lage                                                   | 1788                        | Schaftkreuz, bezeichnet 1788 | Fotos hochladen                |
| Marienkapelle                     | östlich der Stadt in der Verlängerung der Lindenstraße Lage                             | 1910                        | Putzbau, 1910 | weitere Bilder Fotos hochladen |

### Ehemalige Kulturdenkmäler
| Bezeichnung | Lage             | Baujahr                    | Beschreibung                                                                            | Bild |
| ----------- | ---------------- | -------------------------- | --------------------------------------------------------------------------------------- | ---- |
| Hofanlage   | Olkstraße 3 Lage | Mitte des 19. Jahrhunderts | Streckhof, Mitte des 19. Jahrhunderts; um 2010 abgerissen und aus Denkmalliste gelöscht | BW   |

## Filzen

### Denkmalzonen
| Bezeichnung                 | Lage                                             | Baujahr                 | Beschreibung | Bild            |
| --------------------------- | ------------------------------------------------ | ----------------------- | --- | --------------- |
| Denkmalzone Ortskern Filzen | Saartalstraße 14, 17, 19, Maximinerstraße 1 Lage | 19. und 20. Jahrhundert | Bauten des 19. und frühen 20. Jahrhunderts um den Kreuzungsbereich von Saartalstraße, Maximinerstraße und Steinberger Straße, kennzeichnendes, dörfliches Straßenbild aus Kirche, Schulhaus und Quereinhäusern | Fotos hochladen |

### Einzeldenkmäler
| Bezeichnung                           | Lage                   | Baujahr | Beschreibung | Bild                           |
| ------------------------------------- | ---------------------- | ------- | --- | ------------------------------ |
| Hofanlage                             | Maximinerstraße 1 Lage | 1728    | Krüppelwalmdachbau, 1728, Aufstockung um 1878; zugehörig Zweifensterhaus mit Stall und Scheune, Anfang des 19. Jahrhunderts | Fotos hochladen                |
| Weingut Piedmont                      | Saartalstraße 1 Lage   | 1721    | stattliches barockes Quereinhaus, 1721                                                                                      | Fotos hochladen                |
| Weingut Reverchon                     | Saartalstraße 3 Lage   | um 1840 | zwei- bis dreigeschossiges Winzervilla auf L-förmigem Grundriss im Schweizer Landhausstil, um 1840, Erweiterung um 1880     | Fotos hochladen                |
| Quereinhaus                           | Saartalstraße 14 Lage  | 1849    | Quereinhaus, bezeichnet 1849, Erweiterung 1878                                                                              | Fotos hochladen                |
| Katholische Filialkirche St. Nikolaus | Saartalstraße 17 Lage  | 1854    | kleiner Saalbau, 1854 | weitere Bilder Fotos hochladen |

## Hamm

### Denkmalzonen
| Bezeichnung             | Lage                                          | Baujahr | Beschreibung | Bild            |
| ----------------------- | --------------------------------------------- | ------- | --- | --------------- |
| Denkmalzone Hammerfähre | südöstlich des Ortes (Hammerfähre 25/26) Lage | 1802    | Anwesen aus Wohnhaus (1802) und altem Fährhaus, ummauertem Hausgarten, Gartenland und dem Ufer des als Bootshafen geplanten Altarms der Saar | Fotos hochladen |

### Einzeldenkmäler
| Bezeichnung                                     | Lage                                               | Baujahr | Beschreibung | Bild                                    |
| ----------------------------------------------- | -------------------------------------------------- | ------- | --- | --------------------------------------- |
| Wohnhaus                                        | Marienstraße 1 Lage                                | 1720    | ehemaliges Pfarrhaus; barocker Giebelbau, 1720                                                                   | Fotos hochladen                         |
| Katholische Pfarrkirche St. Maria und St. Lucia | Marienstraße 2 Lage                                | 1745    | barocker Saalbau, 1745; spätromanischer Westturm; an der Kirchhofmauer Grabkreuzfragmente und Priestergrab, 1831 | Fotos hochladen                         |
| Wegekreuz                                       | Marienstraße, bei Nr. 26 Lage                      | um 1900 | Altarkreuz, um 1900                                                                                              | Fotos hochladen                         |
| Gedenkplatte                                    | südwestlich des Ortes im gegenüberliegenden Felsen | 1824    | Sandsteinreliefplatte, 1824, erinnert an ein Bootsunglück während Hochwassers mit drei Toten.                    | Direkt Bild zu diesem Denkmal hochladen |

## Kommlingen

### Einzeldenkmäler
| Bezeichnung                                            | Lage                   | Baujahr                    | Beschreibung                                                      | Bild                           |
| ------------------------------------------------------ | ---------------------- | -------------------------- | ----------------------------------------------------------------- | ------------------------------ |
| Katholische Filialkirche St. Donatus und St. Katharina | Donatusstraße 19a Lage | 1862                       | Saalbau, Rundbogenstil, 1862; Wegekreuz, 19. Jahrhundert          | weitere Bilder Fotos hochladen |
| Quereinhaus                                            | Zum Urlauf 1 Lage      | Mitte des 18. Jahrhunderts | Quereinhaus, Mitte des 18. Jahrhunderts, Umbau im 19. Jahrhundert | Fotos hochladen                |

## Könen

### Denkmalzonen
| Bezeichnung                    | Lage                                 | Baujahr                    | Beschreibung | Bild                           |
| ------------------------------ | ------------------------------------ | -------------------------- | --- | ------------------------------ |
| Denkmalzone Jüdischer Friedhof | Reiniger Straße, oberhalb Nr. 5 Lage | Mitte des 19. Jahrhunderts | kleine umfriedete Anlage, Mitte des 19. Jahrhunderts, Grabsteine aus dem ersten Drittel des 20. Jahrhunderts erhalten | weitere Bilder Fotos hochladen |

### Einzeldenkmäler
| Bezeichnung                         | Lage                     | Baujahr         | Beschreibung | Bild            |
| ----------------------------------- | ------------------------ | --------------- | --- | --------------- |
| Pfarr- und Schulhaus                | Am Hohberg 3/5 Lage      | 1826            | Doppelwohnhaus, 1826 | BW              |
| Katholische Pfarrkirche St. Amandus | Im Pferdegarten 1 Lage   | 1836            | klassizistischer Saalbau, 1836, Seitenschiff und Erweiterung 1951, Architekt Heinrich Otto Vogel; im Friedhof Prozessionsaltar, bezeichnet 1899 | Fotos hochladen |
| Mühle                               | Ober der Mühle 1 Lage    | 17. Jahrhundert | ehemalige Mühle; Wohnhaus, bezeichnet 1864, Stall- und Scheunengebäude, im Kern aus dem 17. Jahrhundert (bezeichnet 1624)                       | Fotos hochladen |
| Weingut                             | Saarburger Straße 1 Lage | 1765            | ehemaliges Pfarrhaus; schlossartiger Barockbau, 1765; in der Hofummauerung Wegekreuz, 17. Jahrhundert, Park                                     | Fotos hochladen |
| Quereinhaus                         | Saarburger Straße 8 Lage | 1909            | Quereinhaus, Aus- und Umbau 1909 | Fotos hochladen |

## Krettnach

### Denkmalzonen
| Bezeichnung                    | Lage                                         | Baujahr                 | Beschreibung | Bild            |
| ------------------------------ | -------------------------------------------- | ----------------------- | --- | --------------- |
| Denkmalzone Ortskern Krettnach | Karlstraße 1, Krettnacher Straße 12, 14 Lage | 18. und 19. Jahrhundert | kennzeichnendes, dörfliches Straßenbild aus Quereinhäusern, darunter Pfarrhof und Schulhaus, 18. und 19. Jahrhundert | Fotos hochladen |

### Einzeldenkmäler
| Bezeichnung                        | Lage                           | Baujahr                   | Beschreibung                                                                             | Bild            |
| ---------------------------------- | ------------------------------ | ------------------------- | ---------------------------------------------------------------------------------------- | --------------- |
| Wegekapelle                        | Hauptstraße, neben Nr. 24 Lage | Ende des 19. Jahrhunderts | Wegekapelle, Ende des 19. Jahrhunderts                                                   | Fotos hochladen |
| Katholische Pfarrkirche St. Ursula | St.-Ursula-Straße 21 Lage      | 1733/34                   | barocker Saalbau, 1733/34; romanischer Chorturm; im Kirchhof Steinkreuz, bezeichnet 1753 | Fotos hochladen |

## Niedermennig

### Denkmalzonen
| Bezeichnung                       | Lage                         | Baujahr         | Beschreibung | Bild            |
| --------------------------------- | ---------------------------- | --------------- | --- | --------------- |
| Denkmalzone Ortskern Niedermennig | Kapellenstraße 9 und 13 Lage | 18. Jahrhundert | kennzeichnendes dörfliches Straßenbild aus Filialkirche und ehemaligem Hofhaus der Abtei Mettlach (Kapellenstraße 13), stattlicher Krüppelwalmdachbau, bezeichnet 1741 | Fotos hochladen |

### Einzeldenkmäler
| Bezeichnung                             | Lage                                          | Baujahr                     | Beschreibung | Bild                           |
| --------------------------------------- | --------------------------------------------- | --------------------------- | --- | ------------------------------ |
| Katholische Filialkirche St. Wendelinus | Kapellenstraße 9 Lage                         | 1876                        | kleiner Saalbau mit Dachreiter, Rundbogenstil, 1876 | Fotos hochladen                |
| Ölmühle                                 | südlich des Ortes am Niedermenniger Bach Lage | Anfang des 19. Jahrhunderts | ehemalige Ölmühle; eingeschossiger Walmdachbau, Anfang des 19. Jahrhunderts | weitere Bilder Fotos hochladen |
| Weingut Falkensteinerhof                | westlich des Ortes Lage                       | 1928                        | bauliche Gesamtanlage aus zwei parallel hintereinandergestaffelten Traufenhäusern, Reformarchitektur, 1928; 1991 mit der Denkmalplakette des Landes Rheinland-Pfalz für vorbildliche Restaurierung ausgezeichnet; am 18. Dezember 2014 durch Brand schwer beschädigt | weitere Bilder Fotos hochladen |

## Oberemmel

### Denkmalzonen
| Bezeichnung                    | Lage                           | Baujahr         | Beschreibung | Bild                           |
| ------------------------------ | ------------------------------ | --------------- | --- | ------------------------------ |
| Denkmalzone Jüdischer Friedhof | Altenbergstraße Lage           | 19. Jahrhundert | kleine ummauerte Anlage, 19. Jahrhundert, etwa zwölf Grabsteine                                                                                             | weitere Bilder Fotos hochladen |
| Denkmalzone Maximinerhofgut    | Agritiusstraße 4, 5 und 6 Lage | 1732            | sogenannte Burg; barocke Zweiflügelanlage (Nr. 5 bezeichnet 1732), vierkantiger Wirtschaftshof (Nr. 4, 18. und 19. Jahrhundert) und Putzbau (Nr. 6 um 1900) | weitere Bilder Fotos hochladen |

### Einzeldenkmäler
| Bezeichnung             | Lage                                                        | Baujahr         | Beschreibung | Bild                           |
| ----------------------- | ----------------------------------------------------------- | --------------- | --- | ------------------------------ |
| Pfarrhof                | Agritiusstraße 1 Lage                                       | 1727            | barocker Dreiseithof, Wohnhaus mit Krüppelwalmdach, 1727                                                                           | weitere Bilder Fotos hochladen |
| Friedhofskapelle        | Agritiusstraße 3 Lage                                       | 1734/35         | ehemalige katholische Pfarrkirche St. Briktius; barocker Saalbau, 1734/35                                                          | weitere Bilder Fotos hochladen |
| Wegekreuz               | Am Rosenberg, bei Nr. 2 Lage                                | 1720            | Schaftkreuz, bezeichnet 1720 | Fotos hochladen                |
| Quereinhaus             | Kirchstraße 21/23 Lage                                      | 1729            | Quereinhaus, 1729 | BW                             |
| Schulhaus               | Kirchstraße 39 Lage                                         | 1914            | Schule, Heimatstil, bezeichnet 1914                                                                                                | Fotos hochladen                |
| Wegekapelle             | Mühlenstraße, bei Nr. 2 Lage                                | 1854            | Wegekapelle, bezeichnet 1854 | Fotos hochladen                |
| Weingut                 | Scharzbergstraße 25 Lage                                    | 1846            | ehemaliges Weingut; Quereinhaus mit Hof, Wohnteil bezeichnet 1846, Wirtschaftsteil bezeichnet 1854 (?), Kelterteil bezeichnet 1882 | Fotos hochladen                |
| Wegekreuz               | nördlich des Ortes Lage                                     | 19. Jahrhundert | Wegekreuz, neugotisch, Sandstein, 19. Jahrhundert                                                                                  | Fotos hochladen                |
| Wegekreuz               | südlich des Ortes an der L 138 Lage                         | 1850            | Schaftkreuz, Rotsandstein, 1850 (?)                                                                                                | Fotos hochladen                |
| Wegekreuz und Bildstock | südlich des Ortes an der Brücke über den Mawelbach Lage     | 1877            | Granit-Schaftkreuz auf Marmorsockel (1877?); Sandsteinfragment eines Bildstocks, 19. Jahrhundert                                   | Fotos hochladen                |
| Plenkkreuz              | südwestlich des Ortes an der L 138, nahe Scharzhofberg Lage | 1829            | Wegekreuz in der Art eines Heiligenhäuschens, bezeichnet 1829                                                                      | Fotos hochladen                |
| Wegekreuz               | westlich des Ortes an der Gemarkungsgrenze Lage             | 1837            | gusseisernes Kruzifix auf Sandsteinsockel, bezeichnet 1837                                                                         | Fotos hochladen                |
| Bauschertsmühle         | westlich des Ortes (Mühlenstraße 40) Lage                   | 19. Jahrhundert | Krüppelwalmdachbau, 19. Jahrhundert; mit Mühlentechnik                                                                             | weitere Bilder Fotos hochladen |

## Obermennig

### Einzeldenkmäler
| Bezeichnung                          | Lage                         | Baujahr | Beschreibung                                            | Bild            |
| ------------------------------------ | ---------------------------- | ------- | ------------------------------------------------------- | --------------- |
| Katholische Filialkirche St. Barbara | Obermenniger Straße 10a Lage | 1723    | Putzbau unter Verwendung älterer Teile, bezeichnet 1723 | Fotos hochladen |